# Prodotti agroalimentari tradizionali emiliani e romagnoli
I Prodotti Agroalimentari Tradizionali emiliani e romagnoli (PAT) riconosciuti dal Ministero delle politiche agricole alimentari e forestali, su proposta della Regione Emilia-Romagna sono i seguenti, aggiornati al 22 marzo 2017, data dell'ultima revisione dei P.A.T. (Prodotti Agroalimentari Tradizionali):
| N.  | Immagine | Definizione (dati ufficiali del Ministero delle politiche agricole alimentari e forestali) | Settore                                                                                             | Regione                                                           |
| --- | -------- | --- | --------------------------------------------------------------------------------------------------- | ----------------------------------------------------------------- |
| 1   |          | Acqua d'orcio o d'orzo, acqua d'orz o d'orss | Bevande analcoliche, distillati e liquori                                                           | Emilia-Romagna Archiviato il 7 novembre 2017 in Internet Archive. |
| 2   |          | Anicione, andsòn | Bevande analcoliche, distillati e liquori                                                           | Emilia-Romagna Archiviato il 7 novembre 2017 in Internet Archive. |
| 3   |          | Anisetta, anisèta | Bevande analcoliche, distillati e liquori                                                           | Emilia-Romagna Archiviato il 7 novembre 2017 in Internet Archive. |
| 4   |          | Macerato di pere in grappa | Bevande analcoliche, distillati e liquori                                                           | Emilia-Romagna Archiviato il 7 novembre 2017 in Internet Archive. |
| 5   |          | Liquore di prugnoli, bargnolino, bargnulein | Bevande analcoliche, distillati e liquori                                                           | Emilia-Romagna Archiviato il 7 novembre 2017 in Internet Archive. |
| 6   |          | Liquore Zabaglione all'uovo | Bevande analcoliche, distillati e liquori                                                           | Emilia-Romagna Archiviato il 7 novembre 2017 in Internet Archive. |
| 7   |          | Maraschino, maraschèin | Bevande analcoliche, distillati e liquori                                                           | Emilia-Romagna Archiviato il 7 novembre 2017 in Internet Archive. |
| 8   |          | Marenata | Bevande analcoliche, distillati e liquori                                                           | Emilia-Romagna Archiviato il 7 novembre 2017 in Internet Archive. |
| 9   |          | Nocino, nosen, nozèn | Bevande analcoliche, distillati e liquori                                                           | Emilia-Romagna Archiviato il 7 novembre 2017 in Internet Archive. |
| 10  |          | Sorbolo, liquore nobile di sorbe, liquor ed sorbi, sorbolino, sorbolen | Bevande analcoliche, distillati e liquori                                                           | Emilia-Romagna Archiviato il 7 novembre 2017 in Internet Archive. |
| 11  |          | Sassolino | Bevande analcoliche, distillati e liquori                                                           | Emilia-Romagna Archiviato il 7 novembre 2017 in Internet Archive. |
| 12  |          | Vin brûlè, vino brulè, brulè | Bevande analcoliche, distillati e liquori                                                           | Emilia-Romagna Archiviato il 7 novembre 2017 in Internet Archive. |
| 13  |          | Agnello da latte, agnel, delle razze: sarda e massese | Carni (e frattaglie) fresche e loro preparazione                                                    | Emilia-Romagna Archiviato il 7 novembre 2017 in Internet Archive. |
| 14  |          | Bel e cot, belecot | Carni (e frattaglie) fresche e loro preparazione                                                    | Emilia-Romagna Archiviato il 7 novembre 2017 in Internet Archive. |
| 15  |          | Bondiola | Carni (e frattaglie) fresche e loro preparazione                                                    | Emilia-Romagna Archiviato il 7 novembre 2017 in Internet Archive. |
| 16  |          | Cappello del prete, cappel da pret | Carni (e frattaglie) fresche e loro preparazione                                                    | Emilia-Romagna Archiviato il 7 novembre 2017 in Internet Archive. |
| 17  |          | Carne bovina di razza romagnola, Vidlò, Tor, Burela, Vaca rumagnola | Carni (e frattaglie) fresche e loro preparazione                                                    | Emilia-Romagna Archiviato il 7 novembre 2017 in Internet Archive. |
| 18  |          | Carne della razza bovina marchigiana | Carni (e frattaglie) fresche e loro preparazione                                                    | Emilia-Romagna Archiviato il 7 novembre 2017 in Internet Archive. |
| 19  |          | Castrato di Romagna, castrè, castròn | Carni (e frattaglie) fresche e loro preparazione                                                    | Emilia-Romagna Archiviato il 7 novembre 2017 in Internet Archive. |
| 20  |          | Ciccioli (o cicciolata), grassei (o suprasè), ciccioli sbricioloni, grassei brislon, cicoli, sgrisciuli | Carni (e frattaglie) fresche e loro preparazione                                                    | Emilia-Romagna Archiviato il 7 novembre 2017 in Internet Archive. |
| 21  |          | Coppa arrosto, Cupa arost | Carni (e frattaglie) fresche e loro preparazione                                                    | Emilia-Romagna Archiviato il 7 novembre 2017 in Internet Archive. |
| 22  |          | Coppa di testa, tortella | Carni (e frattaglie) fresche e loro preparazione                                                    | Emilia-Romagna Archiviato il 7 novembre 2017 in Internet Archive. |
| 23  |          | Coppa di montagna della Val Nure, cuppa ad muntagna | Carni (e frattaglie) fresche e loro preparazione                                                    | Emilia-Romagna Archiviato il 7 novembre 2017 in Internet Archive. |
| 24  |          | Cotechino piccolo, cudghein piccinein | Carni (e frattaglie) fresche e loro preparazione                                                    | Emilia-Romagna Archiviato il 7 novembre 2017 in Internet Archive. |
| 25  |          | Culatello, culatel | Carni (e frattaglie) fresche e loro preparazione                                                    | Emilia-Romagna Archiviato il 7 novembre 2017 in Internet Archive. |
| 26  |          | Fegatelli | Carni (e frattaglie) fresche e loro preparazione                                                    | Emilia-Romagna Archiviato il 7 novembre 2017 in Internet Archive. |
| 27  |          | Fiocchetto | Carni (e frattaglie) fresche e loro preparazione                                                    | Emilia-Romagna Archiviato il 7 novembre 2017 in Internet Archive. |
| 28  |          | Fiocco di culatello | Carni (e frattaglie) fresche e loro preparazione                                                    | Emilia-Romagna Archiviato il 7 novembre 2017 in Internet Archive. |
| 29  |          | Gallo ruspante | Carni (e frattaglie) fresche e loro preparazione                                                    | Emilia-Romagna Archiviato il 7 novembre 2017 in Internet Archive. |
| 30  |          | Lardo del Montefeltro | Carni (e frattaglie) fresche e loro preparazione                                                    | Emilia-Romagna Archiviato il 7 novembre 2017 in Internet Archive. |
| 31  |          | Lardo, gras | Carni (e frattaglie) fresche e loro preparazione                                                    | Emilia-Romagna Archiviato il 7 novembre 2017 in Internet Archive. |
| 32  |          | Lonzino, capolongo | Carni (e frattaglie) fresche e loro preparazione                                                    | Emilia-Romagna Archiviato il 7 novembre 2017 in Internet Archive. |
| 33  |          | Mariola | Carni (e frattaglie) fresche e loro preparazione                                                    | Emilia-Romagna Archiviato il 7 novembre 2017 in Internet Archive. |
| 34  |          | Mazza fegato | Carni (e frattaglie) fresche e loro preparazione                                                    | Emilia-Romagna Archiviato il 7 novembre 2017 in Internet Archive. |
| 35  |          | Miaccio, miaggio, migliaccio | Carni (e frattaglie) fresche e loro preparazione                                                    | Emilia-Romagna Archiviato il 7 novembre 2017 in Internet Archive. |
| 36  |          | Pancetta arrotolata | Carni (e frattaglie) fresche e loro preparazione                                                    | Emilia-Romagna Archiviato il 7 novembre 2017 in Internet Archive. |
| 37  |          | Pancetta canusina | Carni (e frattaglie) fresche e loro preparazione                                                    | Emilia-Romagna Archiviato il 7 novembre 2017 in Internet Archive. |
| 38  |          | Pesto di cavallo, caval pist | Carni (e frattaglie) fresche e loro preparazione                                                    | Emilia-Romagna Archiviato il 7 novembre 2017 in Internet Archive. |
| 39  |          | Pollo di razza Fidentina | Carni (e frattaglie) fresche e loro preparazione                                                    | Emilia-Romagna Archiviato il 7 novembre 2017 in Internet Archive. |
| 40  |          | Pollo di Romagna | Carni (e frattaglie) fresche e loro preparazione                                                    | Emilia-Romagna Archiviato il 7 novembre 2017 in Internet Archive. |
| 41  |          | Piccola di cavallo, pìcula d' caval | Carni (e frattaglie) fresche e loro preparazione                                                    | Emilia-Romagna Archiviato il 7 novembre 2017 in Internet Archive. |
| 42  |          | Porchetta, purcheta | Carni (e frattaglie) fresche e loro preparazione                                                    | Emilia-Romagna Archiviato il 7 novembre 2017 in Internet Archive. |
| 43  |          | Prosciutto aromatizzato del Montefeltro | Carni (e frattaglie) fresche e loro preparazione                                                    | Emilia-Romagna Archiviato il 7 novembre 2017 in Internet Archive. |
| 44  |          | Salame all’aglio, salam da l'ai | Carni (e frattaglie) fresche e loro preparazione                                                    | Emilia-Romagna Archiviato il 7 novembre 2017 in Internet Archive. |
| 45  |          | Salame di Canossa o salame di Castelnuovo Monti | Carni (e frattaglie) fresche e loro preparazione                                                    | Emilia-Romagna Archiviato il 7 novembre 2017 in Internet Archive. |
| 46  |          | Salame fiorettino | Carni (e frattaglie) fresche e loro preparazione                                                    | Emilia-Romagna Archiviato il 7 novembre 2017 in Internet Archive. |
| 47  |          | Salame gentile, salam gentil, salâm zintì. | Carni (e frattaglie) fresche e loro preparazione                                                    | Emilia-Romagna Archiviato il 7 novembre 2017 in Internet Archive. |
| 48  |          | Salsiccia | Carni (e frattaglie) fresche e loro preparazione                                                    | Emilia-Romagna Archiviato il 7 novembre 2017 in Internet Archive. |
| 49  |          | Salsiccia gialla fina, sulzezza zala bouna e fina | Carni (e frattaglie) fresche e loro preparazione                                                    | Emilia-Romagna Archiviato il 7 novembre 2017 in Internet Archive. |
| 50  |          | Salsiccia matta, ciàvar, suzèzza mata | Carni (e frattaglie) fresche e loro preparazione                                                    | Emilia-Romagna Archiviato il 7 novembre 2017 in Internet Archive. |
| 51  |          | Salsicciotto alla piacentina, salame da cuocere, salam da cotta | Carni (e frattaglie) fresche e loro preparazione                                                    | Emilia-Romagna Archiviato il 7 novembre 2017 in Internet Archive. |
| 52  |          | Spalla di San Secondo, spalla cotta e spalla cruda, spala cota e crùda | Carni (e frattaglie) fresche e loro preparazione                                                    | Emilia-Romagna Archiviato il 7 novembre 2017 in Internet Archive. |
| 53  |          | Stracotto alla piacentina, 'l stua | Carni (e frattaglie) fresche e loro preparazione                                                    | Emilia-Romagna Archiviato il 7 novembre 2017 in Internet Archive. |
| 54  |          | Suino di razza mora o mora romagnola | Carni (e frattaglie) fresche e loro preparazione                                                    | Emilia-Romagna Archiviato il 7 novembre 2017 in Internet Archive. |
| 55  |          | Suino pesante | Carni (e frattaglie) fresche e loro preparazione                                                    | Emilia-Romagna Archiviato il 7 novembre 2017 in Internet Archive. |
| 56  |          | Tacchino bronzato rustico o nostrano, galnacc, dindo | Carni (e frattaglie) fresche e loro preparazione                                                    | Emilia-Romagna Archiviato il 7 novembre 2017 in Internet Archive. |
| 57  |          | Tasto, tast | Carni (e frattaglie) fresche e loro preparazione                                                    | Emilia-Romagna Archiviato il 7 novembre 2017 in Internet Archive. |
| 58  |          | Zuccotto di Bismantova | Carni (e frattaglie) fresche e loro preparazione                                                    | Emilia-Romagna Archiviato il 7 novembre 2017 in Internet Archive. |
| 59  |          | Pasta di tartufo bianco | Condimenti                                                                                          | Emilia-Romagna Archiviato il 7 novembre 2017 in Internet Archive. |
| 60  |          | Sale alimentare di Salsomaggiore | Condimenti                                                                                          | Emilia-Romagna Archiviato il 7 novembre 2017 in Internet Archive. |
| 61  |          | Sale, sèl | Condimenti                                                                                          | Emilia-Romagna Archiviato il 7 novembre 2017 in Internet Archive. |
| 62  |          | Caciotta | Formaggi                                                                                            | Emilia-Romagna Archiviato il 7 novembre 2017 in Internet Archive. |
| 63  |          | Caciotta vaccina al caglio vegetale | Formaggi                                                                                            | Emilia-Romagna Archiviato il 7 novembre 2017 in Internet Archive. |
| 64  |          | Caprino | Formaggi                                                                                            | Emilia-Romagna Archiviato il 7 novembre 2017 in Internet Archive. |
| 65  |          | Cascio pecorino lievito, pecorino fresco a latte crudo | Formaggi                                                                                            | Emilia-Romagna Archiviato il 7 novembre 2017 in Internet Archive. |
| 66  |          | Casecc | Formaggi                                                                                            | Emilia-Romagna Archiviato il 7 novembre 2017 in Internet Archive. |
| 67  |          | Formaggetta fresca, furmaìn | Formaggi                                                                                            | Emilia-Romagna Archiviato il 7 novembre 2017 in Internet Archive. |
| 68  |          | Pecorino | Formaggi                                                                                            | Emilia-Romagna Archiviato il 7 novembre 2017 in Internet Archive. |
| 69  |          | Pecorino del pastore | Formaggi                                                                                            | Emilia-Romagna Archiviato il 7 novembre 2017 in Internet Archive. |
| 70  |          | Pecorino dell'Appennino Reggiano | Formaggi                                                                                            | Emilia-Romagna Archiviato il 7 novembre 2017 in Internet Archive. |
| 71  |          | Raviggiolo | Formaggi                                                                                            | Emilia-Romagna Archiviato il 7 novembre 2017 in Internet Archive. |
| 72  |          | Ribiola della Bettola, ill ribiol | Formaggi                                                                                            | Emilia-Romagna Archiviato il 7 novembre 2017 in Internet Archive. |
| 73  |          | Robiola, ribiola, furmai nis | Formaggi                                                                                            | Emilia-Romagna Archiviato il 7 novembre 2017 in Internet Archive. |
| 74  |          | Africanetti, biscotti Margherita, africanèt | Paste fresche e prodotti della panetteria, della biscotteria, della pasticceria e della confetteria | Emilia-Romagna Archiviato il 7 novembre 2017 in Internet Archive. |
| 75  |          | Amaretti | Paste fresche e prodotti della panetteria, della biscotteria, della pasticceria e della confetteria | Emilia-Romagna Archiviato il 7 novembre 2017 in Internet Archive. |
| 76  |          | Amaretto di Spilamberto | Paste fresche e prodotti della panetteria, della biscotteria, della pasticceria e della confetteria | Emilia-Romagna Archiviato il 7 novembre 2017 in Internet Archive. |
| 77  |          | Anolini, anvein, amvei, anvei, anven | Paste fresche e prodotti della panetteria, della biscotteria, della pasticceria e della confetteria | Emilia-Romagna Archiviato il 7 novembre 2017 in Internet Archive. |
| 78  |          | Anolino, anolen | Paste fresche e prodotti della panetteria, della biscotteria, della pasticceria e della confetteria | Emilia-Romagna Archiviato il 7 novembre 2017 in Internet Archive. |
| 79  |          | Basotti, bassotti, tagliolini al forno, bazòt, bassot | Paste fresche e prodotti della panetteria, della biscotteria, della pasticceria e della confetteria | Emilia-Romagna Archiviato il 7 novembre 2017 in Internet Archive. |
| 80  |          | Bensone, balsone, balsòn | Paste fresche e prodotti della panetteria, della biscotteria, della pasticceria e della confetteria | Emilia-Romagna Archiviato il 7 novembre 2017 in Internet Archive. |
| 81  |          | Biscione reggiano | Paste fresche e prodotti della panetteria, della biscotteria, della pasticceria e della confetteria | Emilia-Romagna Archiviato il 7 novembre 2017 in Internet Archive. |
| 82  |          | Bizulà | Paste fresche e prodotti della panetteria, della biscotteria, della pasticceria e della confetteria | Emilia-Romagna Archiviato il 7 novembre 2017 in Internet Archive. |
| 83  |          | Bodino di uva termarina | Paste fresche e prodotti della panetteria, della biscotteria, della pasticceria e della confetteria | Emilia-Romagna Archiviato il 7 novembre 2017 in Internet Archive. |
| 84  |          | Bomba allo zabaglione o di Canossa | Paste fresche e prodotti della panetteria, della biscotteria, della pasticceria e della confetteria | Emilia-Romagna Archiviato il 7 novembre 2017 in Internet Archive. |
| 85  |          | Bomba di polenta, bomba ed puleninta | Paste fresche e prodotti della panetteria, della biscotteria, della pasticceria e della confetteria | Emilia-Romagna Archiviato il 7 novembre 2017 in Internet Archive. |
| 86  |          | Bomba di riso, bomba 'd ris | Paste fresche e prodotti della panetteria, della biscotteria, della pasticceria e della confetteria | Emilia-Romagna Archiviato il 7 novembre 2017 in Internet Archive. |
| 86  |          | Bomba di riso, bomba 'd ris | Paste fresche e prodotti della panetteria, della biscotteria, della pasticceria e della confetteria | Emilia-Romagna Archiviato il 7 novembre 2017 in Internet Archive. |
| 87  |          | Bomba di tagliatelle | Paste fresche e prodotti della panetteria, della biscotteria, della pasticceria e della confetteria | Emilia-Romagna Archiviato il 7 novembre 2017 in Internet Archive. |
| 88  |          | Borlengo, burleng, burlang | Paste fresche e prodotti della panetteria, della biscotteria, della pasticceria e della confetteria | Emilia-Romagna Archiviato il 7 novembre 2017 in Internet Archive. |
| 89  |          | Bortellina, burtléina | Paste fresche e prodotti della panetteria, della biscotteria, della pasticceria e della confetteria | Emilia-Romagna Archiviato il 7 novembre 2017 in Internet Archive. |
| 90  |          | Bracciatello | Paste fresche e prodotti della panetteria, della biscotteria, della pasticceria e della confetteria | Emilia-Romagna Archiviato il 7 novembre 2017 in Internet Archive. |
| 91  |          | Bustrengo, bustrenga, bustrèng, bostrengo | Paste fresche e prodotti della panetteria, della biscotteria, della pasticceria e della confetteria | Emilia-Romagna Archiviato il 7 novembre 2017 in Internet Archive. |
| 92  |          | Caffè in forchetta | Paste fresche e prodotti della panetteria, della biscotteria, della pasticceria e della confetteria | Emilia-Romagna Archiviato il 7 novembre 2017 in Internet Archive. |
| 93  |          | Canestrelli, canestrèli | Paste fresche e prodotti della panetteria, della biscotteria, della pasticceria e della confetteria | Emilia-Romagna Archiviato il 7 novembre 2017 in Internet Archive. |
| 94  |          | Cantarelle, al cantarëli | Paste fresche e prodotti della panetteria, della biscotteria, della pasticceria e della confetteria | Emilia-Romagna Archiviato il 7 novembre 2017 in Internet Archive. |
| 95  |          | Cappelletti all'uso di Romagna, caplet | Paste fresche e prodotti della panetteria, della biscotteria, della pasticceria e della confetteria | Emilia-Romagna Archiviato il 7 novembre 2017 in Internet Archive. |
| 96  |          | Cappelletti, caplitt | Paste fresche e prodotti della panetteria, della biscotteria, della pasticceria e della confetteria | Emilia-Romagna Archiviato il 7 novembre 2017 in Internet Archive. |
| 97  |          | Cappelletto reggiano | Paste fresche e prodotti della panetteria, della biscotteria, della pasticceria e della confetteria | Emilia-Romagna Archiviato il 7 novembre 2017 in Internet Archive. |
| 98  |          | Cassatella | Paste fresche e prodotti della panetteria, della biscotteria, della pasticceria e della confetteria | Emilia-Romagna Archiviato il 7 novembre 2017 in Internet Archive. |
| 99  |          | Castagnaccio, castagnaz | Paste fresche e prodotti della panetteria, della biscotteria, della pasticceria e della confetteria | Emilia-Romagna Archiviato il 7 novembre 2017 in Internet Archive. |
| 100 |          | Castagnaccio, Pattona | Paste fresche e prodotti della panetteria, della biscotteria, della pasticceria e della confetteria | Emilia-Romagna Archiviato il 7 novembre 2017 in Internet Archive. |
| 101 |          | Castagnole | Paste fresche e prodotti della panetteria, della biscotteria, della pasticceria e della confetteria | Emilia-Romagna Archiviato il 7 novembre 2017 in Internet Archive. |
| 102 |          | Cherseinta sotto le braci, crescentina | Paste fresche e prodotti della panetteria, della biscotteria, della pasticceria e della confetteria | Emilia-Romagna Archiviato il 7 novembre 2017 in Internet Archive. |
| 103 |          | Chizze reggiane, el chezzi, chezzi | Paste fresche e prodotti della panetteria, della biscotteria, della pasticceria e della confetteria | Emilia-Romagna Archiviato il 7 novembre 2017 in Internet Archive. |
| 104 |          | Ciabatta di S. Antonio, savata ed S. Antoni | Paste fresche e prodotti della panetteria, della biscotteria, della pasticceria e della confetteria | Emilia-Romagna Archiviato il 7 novembre 2017 in Internet Archive. |
| 105 |          | Ciaccio, ciacc | Paste fresche e prodotti della panetteria, della biscotteria, della pasticceria e della confetteria | Emilia-Romagna Archiviato il 7 novembre 2017 in Internet Archive. |
| 106 |          | Ciambella di Quaresima cotta nell'acqua | Paste fresche e prodotti della panetteria, della biscotteria, della pasticceria e della confetteria | Emilia-Romagna Archiviato il 7 novembre 2017 in Internet Archive. |
| 107 |          | Ciambella ferrarese, brazadela | Paste fresche e prodotti della panetteria, della biscotteria, della pasticceria e della confetteria | Emilia-Romagna Archiviato il 7 novembre 2017 in Internet Archive. |
| 108 |          | Ciambella reggiana, bresadela, busilan | Paste fresche e prodotti della panetteria, della biscotteria, della pasticceria e della confetteria | Emilia-Romagna Archiviato il 7 novembre 2017 in Internet Archive. |
| 109 |          | Ciambella, boslan, zambëla | Paste fresche e prodotti della panetteria, della biscotteria, della pasticceria e della confetteria | Emilia-Romagna Archiviato il 7 novembre 2017 in Internet Archive. |
| 110 |          | Ciambelline, buslanein | Paste fresche e prodotti della panetteria, della biscotteria, della pasticceria e della confetteria | Emilia-Romagna Archiviato il 7 novembre 2017 in Internet Archive. |
| 111 |          | Coppo all'emiliana | Paste fresche e prodotti della panetteria, della biscotteria, della pasticceria e della confetteria | Emilia-Romagna Archiviato il 7 novembre 2017 in Internet Archive. |
| 112 |          | Crescenta, carsent | Paste fresche e prodotti della panetteria, della biscotteria, della pasticceria e della confetteria | Emilia-Romagna Archiviato il 7 novembre 2017 in Internet Archive. |
| 113 |          | Crescenta fritta, cherscènta frètta | Paste fresche e prodotti della panetteria, della biscotteria, della pasticceria e della confetteria | Emilia-Romagna Archiviato il 7 novembre 2017 in Internet Archive. |
| 114 |          | Crescioni, guscioni, cassoni, carsôn, gussun, cursôn | Paste fresche e prodotti della panetteria, della biscotteria, della pasticceria e della confetteria | Emilia-Romagna Archiviato il 7 novembre 2017 in Internet Archive. |
| 115 |          | Croccante, croccante bobbiese, cruccant, crucànt ad Bobi | Paste fresche e prodotti della panetteria, della biscotteria, della pasticceria e della confetteria | Emilia-Romagna Archiviato il 7 novembre 2017 in Internet Archive. |
| 116 |          | Crostoli del Montefeltro | Paste fresche e prodotti della panetteria, della biscotteria, della pasticceria e della confetteria | Emilia-Romagna Archiviato il 7 novembre 2017 in Internet Archive. |
| 117 |          | Curzoli, strigotti, curzùl | Paste fresche e prodotti della panetteria, della biscotteria, della pasticceria e della confetteria | Emilia-Romagna Archiviato il 7 novembre 2017 in Internet Archive. |
| 118 |          | Dolce di San Michele, dolz ad San Michele | Paste fresche e prodotti della panetteria, della biscotteria, della pasticceria e della confetteria | Emilia-Romagna Archiviato il 7 novembre 2017 in Internet Archive. |
| 119 |          | Erbazzone di Reggio Emilia | Paste fresche e prodotti della panetteria, della biscotteria, della pasticceria e della confetteria | Emilia-Romagna Archiviato il 7 novembre 2017 in Internet Archive. |
| 120 |          | Fave dei morti, fave dolci, favette | Paste fresche e prodotti della panetteria, della biscotteria, della pasticceria e della confetteria | Emilia-Romagna Archiviato il 7 novembre 2017 in Internet Archive. |
| 121 |          | Focaccia con ciccioli, chisola | Paste fresche e prodotti della panetteria, della biscotteria, della pasticceria e della confetteria | Emilia-Romagna Archiviato il 7 novembre 2017 in Internet Archive. |
| 122 |          | Fritloc frittelle di castagne | Paste fresche e prodotti della panetteria, della biscotteria, della pasticceria e della confetteria | Emilia-Romagna Archiviato il 7 novembre 2017 in Internet Archive. |
| 123 |          | Frittelle di farina di castagne, frittell ad fareina ad castagne | Paste fresche e prodotti della panetteria, della biscotteria, della pasticceria e della confetteria | Emilia-Romagna Archiviato il 7 novembre 2017 in Internet Archive. |
| 124 |          | Frittelle di riso, fritell ad ris | Paste fresche e prodotti della panetteria, della biscotteria, della pasticceria e della confetteria | Emilia-Romagna Archiviato il 7 novembre 2017 in Internet Archive. |
| 125 |          | Frittelle o sgonfietti, fritell o sgiunfaitt | Paste fresche e prodotti della panetteria, della biscotteria, della pasticceria e della confetteria | Emilia-Romagna Archiviato il 7 novembre 2017 in Internet Archive. |
| 126 |          | Frittelle di tagliatelle, pattone | Paste fresche e prodotti della panetteria, della biscotteria, della pasticceria e della confetteria | Emilia-Romagna Archiviato il 7 novembre 2017 in Internet Archive. |
| 127 |          | Garganelli, garganell, maccheroni al pettine | Paste fresche e prodotti della panetteria, della biscotteria, della pasticceria e della confetteria | Emilia-Romagna Archiviato il 7 novembre 2017 in Internet Archive. |
| 128 |          | Gialletti, gialetti, zalet, piadòt | Paste fresche e prodotti della panetteria, della biscotteria, della pasticceria e della confetteria | Emilia-Romagna Archiviato il 7 novembre 2017 in Internet Archive. |
| 129 |          | Gnocchetti con fagioli, pisarei e fasò | Paste fresche e prodotti della panetteria, della biscotteria, della pasticceria e della confetteria | Emilia-Romagna Archiviato il 7 novembre 2017 in Internet Archive. |
| 130 |          | Gnocchetti di pangrattato, pisarei | Paste fresche e prodotti della panetteria, della biscotteria, della pasticceria e della confetteria | Emilia-Romagna Archiviato il 7 novembre 2017 in Internet Archive. |
| 131 |          | Gnocco al forno con i ciccioli, gnocc, gnocc cott al fouren, gnocc con il grasso | Paste fresche e prodotti della panetteria, della biscotteria, della pasticceria e della confetteria | Emilia-Romagna Archiviato il 7 novembre 2017 in Internet Archive. |
| 132 |          | Gnocco di patate, gnocchi di patate sgranfignone, macarun s’al pateti, Gnóc | Paste fresche e prodotti della panetteria, della biscotteria, della pasticceria e della confetteria | Emilia-Romagna Archiviato il 7 novembre 2017 in Internet Archive. |
| 133 |          | Gnocco fritto, gnocc frett o gnocc, algnoc frètt, ‘l gnoc | Paste fresche e prodotti della panetteria, della biscotteria, della pasticceria e della confetteria | Emilia-Romagna Archiviato il 7 novembre 2017 in Internet Archive. |
| 134 |          | Intrigoni, sfrappole emiliane, intrigoun | Paste fresche e prodotti della panetteria, della biscotteria, della pasticceria e della confetteria | Emilia-Romagna Archiviato il 7 novembre 2017 in Internet Archive. |
| 135 |          | Latte alla Portoghese | Paste fresche e prodotti della panetteria, della biscotteria, della pasticceria e della confetteria | Emilia-Romagna Archiviato il 7 novembre 2017 in Internet Archive. |
| 136 |          | Latte brulè, Latt brulè | Paste fresche e prodotti della panetteria, della biscotteria, della pasticceria e della confetteria | Emilia-Romagna Archiviato il 7 novembre 2017 in Internet Archive. |
| 137 |          | Latte in piedi, latt in pè | Paste fresche e prodotti della panetteria, della biscotteria, della pasticceria e della confetteria | Emilia-Romagna Archiviato il 7 novembre 2017 in Internet Archive. |
| 138 |          | Latteruolo | Paste fresche e prodotti della panetteria, della biscotteria, della pasticceria e della confetteria | Emilia-Romagna Archiviato il 7 novembre 2017 in Internet Archive. |
| 139 |          | Mandorlato al cioccolato di Modigliana | Paste fresche e prodotti della panetteria, della biscotteria, della pasticceria e della confetteria | Emilia-Romagna Archiviato il 7 novembre 2017 in Internet Archive. |
| 140 |          | Manfrigoli | Paste fresche e prodotti della panetteria, della biscotteria, della pasticceria e della confetteria | Emilia-Romagna Archiviato il 7 novembre 2017 in Internet Archive. |
| 141 |          | Maltagliati, puntarine, malfatti, malfattini, meltajé, maltajéd | Paste fresche e prodotti della panetteria, della biscotteria, della pasticceria e della confetteria | Emilia-Romagna Archiviato il 7 novembre 2017 in Internet Archive. |
| 142 |          | Mandorlini del ponte, mandurlin dal pont | Paste fresche e prodotti della panetteria, della biscotteria, della pasticceria e della confetteria | Emilia-Romagna Archiviato il 7 novembre 2017 in Internet Archive. |
| 143 |          | Miacetto, miacet | Paste fresche e prodotti della panetteria, della biscotteria, della pasticceria e della confetteria | Emilia-Romagna Archiviato il 7 novembre 2017 in Internet Archive. |
| 144 |          | Minestra di castagne | Paste fresche e prodotti della panetteria, della biscotteria, della pasticceria e della confetteria | Emilia-Romagna Archiviato il 7 novembre 2017 in Internet Archive. |
| 145 |          | Minestra imbottita, spoja lorda | Paste fresche e prodotti della panetteria, della biscotteria, della pasticceria e della confetteria | Emilia-Romagna Archiviato il 7 novembre 2017 in Internet Archive. |
| 146 |          | Migliaccio di Romagna, sanguinaccio, berleng, Migliaccio, e miazz | Paste fresche e prodotti della panetteria, della biscotteria, della pasticceria e della confetteria | Emilia-Romagna Archiviato il 7 novembre 2017 in Internet Archive. |
| 147 |          | Mistocchine, Mistuchina, mistuchen, mistòk, mistocchi ed fareina ed castagn, al mistuchìni, al mistuchên | Paste fresche e prodotti della panetteria, della biscotteria, della pasticceria e della confetteria | Emilia-Romagna Archiviato il 7 novembre 2017 in Internet Archive. |
| 148 |          | Mosto cotto, must cot | Paste fresche e prodotti della panetteria, della biscotteria, della pasticceria e della confetteria | Emilia-Romagna Archiviato il 7 novembre 2017 in Internet Archive. |
| 149 |          | Offelle di marmellata | Paste fresche e prodotti della panetteria, della biscotteria, della pasticceria e della confetteria | Emilia-Romagna Archiviato il 7 novembre 2017 in Internet Archive. |
| 150 |          | Orecchioni, j urciôn | Paste fresche e prodotti della panetteria, della biscotteria, della pasticceria e della confetteria | Emilia-Romagna Archiviato il 7 novembre 2017 in Internet Archive. |
| 151 |          | Pagnotta pasquale | Paste fresche e prodotti della panetteria, della biscotteria, della pasticceria e della confetteria | Emilia-Romagna Archiviato il 7 novembre 2017 in Internet Archive. |
| 152 |          | Pancotto, pancöt, pacöt | Paste fresche e prodotti della panetteria, della biscotteria, della pasticceria e della confetteria | Emilia-Romagna Archiviato il 7 novembre 2017 in Internet Archive. |
| 153 |          | Pan di Spagna | Paste fresche e prodotti della panetteria, della biscotteria, della pasticceria e della confetteria | Emilia-Romagna Archiviato il 7 novembre 2017 in Internet Archive. |
| 154 |          | Pane a lievitazione naturale | Paste fresche e prodotti della panetteria, della biscotteria, della pasticceria e della confetteria | Emilia-Romagna Archiviato il 7 novembre 2017 in Internet Archive. |
| 155 |          | Pane casareccio, pan casalen | Paste fresche e prodotti della panetteria, della biscotteria, della pasticceria e della confetteria | Emilia-Romagna Archiviato il 7 novembre 2017 in Internet Archive. |
| 156 |          | Pane di Castrocaro | Paste fresche e prodotti della panetteria, della biscotteria, della pasticceria e della confetteria | Emilia-Romagna Archiviato il 7 novembre 2017 in Internet Archive. |
| 157 |          | Pane di zucca, pan ad zücca | Paste fresche e prodotti della panetteria, della biscotteria, della pasticceria e della confetteria | Emilia-Romagna Archiviato il 7 novembre 2017 in Internet Archive. |
| 158 |          | Pane dolce con i fichi, pan dülz cun i figh | Paste fresche e prodotti della panetteria, della biscotteria, della pasticceria e della confetteria | Emilia-Romagna Archiviato il 7 novembre 2017 in Internet Archive. |
| 159 |          | Panzanella, panzanёla | Paste fresche e prodotti della panetteria, della biscotteria, della pasticceria e della confetteria | Emilia-Romagna Archiviato il 7 novembre 2017 in Internet Archive. |
| 160 |          | Pane schiacciato, batarö | Paste fresche e prodotti della panetteria, della biscotteria, della pasticceria e della confetteria | Emilia-Romagna Archiviato il 7 novembre 2017 in Internet Archive. |
| 161 |          | Pappardelle, al parpadël; al parpadeli | Paste fresche e prodotti della panetteria, della biscotteria, della pasticceria e della confetteria | Emilia-Romagna Archiviato il 7 novembre 2017 in Internet Archive. |
| 162 |          | Patacucci, patacóc, patacùc | Paste fresche e prodotti della panetteria, della biscotteria, della pasticceria e della confetteria | Emilia-Romagna Archiviato il 7 novembre 2017 in Internet Archive. |
| 163 |          | Pasta Margherita | Paste fresche e prodotti della panetteria, della biscotteria, della pasticceria e della confetteria | Emilia-Romagna Archiviato il 7 novembre 2017 in Internet Archive. |
| 164 |          | Pastafrolla alla maniera reggiana | Paste fresche e prodotti della panetteria, della biscotteria, della pasticceria e della confetteria | Emilia-Romagna Archiviato il 7 novembre 2017 in Internet Archive. |
| 165 |          | Pasta rasa, pastarèsa, pasta resa, pasta ragia | Paste fresche e prodotti della panetteria, della biscotteria, della pasticceria e della confetteria | Emilia-Romagna Archiviato il 7 novembre 2017 in Internet Archive. |
| 166 |          | Pattona, castagnaccio, torta di castagne | Paste fresche e prodotti della panetteria, della biscotteria, della pasticceria e della confetteria | Emilia-Romagna Archiviato il 7 novembre 2017 in Internet Archive. |
| 167 |          | Pasticcio di cappelletti | Paste fresche e prodotti della panetteria, della biscotteria, della pasticceria e della confetteria | Emilia-Romagna Archiviato il 7 novembre 2017 in Internet Archive. |
| 168 |          | Pasticcio di maccheroni alla ferrarese, al pastiz | Paste fresche e prodotti della panetteria, della biscotteria, della pasticceria e della confetteria | Emilia-Romagna Archiviato il 7 novembre 2017 in Internet Archive. |
| 169 |          | Passatelli, passatini, pasadein, pasadòin in bròd | Paste fresche e prodotti della panetteria, della biscotteria, della pasticceria e della confetteria | Emilia-Romagna Archiviato il 7 novembre 2017 in Internet Archive. |
| 170 |          | Pesche finte ripiene | Paste fresche e prodotti della panetteria, della biscotteria, della pasticceria e della confetteria | Emilia-Romagna Archiviato il 7 novembre 2017 in Internet Archive. |
| 171 |          | Piada coi ciccioli | Paste fresche e prodotti della panetteria, della biscotteria, della pasticceria e della confetteria | Emilia-Romagna Archiviato il 7 novembre 2017 in Internet Archive. |
| 172 |          | Piadina della Madonna del Fuoco | Paste fresche e prodotti della panetteria, della biscotteria, della pasticceria e della confetteria | Emilia-Romagna Archiviato il 7 novembre 2017 in Internet Archive. |
| 173 |          | Piadina fritta, piè fretta | Paste fresche e prodotti della panetteria, della biscotteria, della pasticceria e della confetteria | Emilia-Romagna Archiviato il 7 novembre 2017 in Internet Archive. |
| 174 |          | Pinza bolognese, penza bolognese | Paste fresche e prodotti della panetteria, della biscotteria, della pasticceria e della confetteria | Emilia-Romagna Archiviato il 7 novembre 2017 in Internet Archive. |
| 175 |          | Pizza di Pasqua, crescia di Pasqua | Paste fresche e prodotti della panetteria, della biscotteria, della pasticceria e della confetteria | Emilia-Romagna Archiviato il 7 novembre 2017 in Internet Archive. |
| 176 |          | Polentine | Paste fresche e prodotti della panetteria, della biscotteria, della pasticceria e della confetteria | Emilia-Romagna Archiviato il 7 novembre 2017 in Internet Archive. |
| 177 |          | Riso con la tritura, minestra del paradiso, ris cun la tràdura, ris coun la terdura, riso e tevdura | Paste fresche e prodotti della panetteria, della biscotteria, della pasticceria e della confetteria | Emilia-Romagna Archiviato il 7 novembre 2017 in Internet Archive. |
| 178 |          | Savoiardi | Paste fresche e prodotti della panetteria, della biscotteria, della pasticceria e della confetteria | Emilia-Romagna Archiviato il 7 novembre 2017 in Internet Archive. |
| 179 |          | Savoiardi di Persiceto, Ciabattine di S. Antonio, savuièrd | Paste fresche e prodotti della panetteria, della biscotteria, della pasticceria e della confetteria | Emilia-Romagna Archiviato il 7 novembre 2017 in Internet Archive. |
| 180 |          | Sbricciolina, sbrisulina | Paste fresche e prodotti della panetteria, della biscotteria, della pasticceria e della confetteria | Emilia-Romagna Archiviato il 7 novembre 2017 in Internet Archive. |
| 181 |          | Scarpasot | Paste fresche e prodotti della panetteria, della biscotteria, della pasticceria e della confetteria | Emilia-Romagna Archiviato il 7 novembre 2017 in Internet Archive. |
| 182 |          | Sfoglia dell’Emilia-Romagna, spója, spòia | Paste fresche e prodotti della panetteria, della biscotteria, della pasticceria e della confetteria | Emilia-Romagna Archiviato il 7 novembre 2017 in Internet Archive. |
| 183 |          | Sfogliata o torta degli Ebrei, tibuia | Paste fresche e prodotti della panetteria, della biscotteria, della pasticceria e della confetteria | Emilia-Romagna Archiviato il 7 novembre 2017 in Internet Archive. |
| 184 |          | Sfrappe, fiocchetti, sfrappole, chiacchiere delle suore, sfrapli, al frap, fiuchét, ciacri dal sori | Paste fresche e prodotti della panetteria, della biscotteria, della pasticceria e della confetteria | Emilia-Romagna Archiviato il 7 novembre 2017 in Internet Archive. |
| 185 |          | Solata, solada di farina bianca, suleda | Paste fresche e prodotti della panetteria, della biscotteria, della pasticceria e della confetteria | Emilia-Romagna Archiviato il 7 novembre 2017 in Internet Archive. |
| 186 |          | Spianata, schiacciata, s-ciazêda, spianeta, scaciata, scacigna | Paste fresche e prodotti della panetteria, della biscotteria, della pasticceria e della confetteria | Emilia-Romagna Archiviato il 7 novembre 2017 in Internet Archive. |
| 187 |          | Spongata di Busseto | Paste fresche e prodotti della panetteria, della biscotteria, della pasticceria e della confetteria | Emilia-Romagna Archiviato il 7 novembre 2017 in Internet Archive. |
| 188 |          | Spongata di Corniglio | Paste fresche e prodotti della panetteria, della biscotteria, della pasticceria e della confetteria | Emilia-Romagna Archiviato il 7 novembre 2017 in Internet Archive. |
| 189 |          | Spongata, spunghèda | Paste fresche e prodotti della panetteria, della biscotteria, della pasticceria e della confetteria | Emilia-Romagna Archiviato il 7 novembre 2017 in Internet Archive. |
| 190 |          | Spongata di Piacenza, spungada, spungheda | Paste fresche e prodotti della panetteria, della biscotteria, della pasticceria e della confetteria | Emilia-Romagna Archiviato il 7 novembre 2017 in Internet Archive. |
| 191 |          | Spongata di Reggio Emilia | Paste fresche e prodotti della panetteria, della biscotteria, della pasticceria e della confetteria | Emilia-Romagna Archiviato il 7 novembre 2017 in Internet Archive. |
| 192 |          | Spumini, schiumini, spumén | Paste fresche e prodotti della panetteria, della biscotteria, della pasticceria e della confetteria | Emilia-Romagna Archiviato il 7 novembre 2017 in Internet Archive. |
| 193 |          | Sprelle, spreli | Paste fresche e prodotti della panetteria, della biscotteria, della pasticceria e della confetteria | Emilia-Romagna Archiviato il 7 novembre 2017 in Internet Archive. |
| 194 |          | Straccadenti, Stracadéint, straccadèint, Straca dent | Paste fresche e prodotti della panetteria, della biscotteria, della pasticceria e della confetteria | Emilia-Romagna Archiviato il 7 novembre 2017 in Internet Archive. |
| 195 |          | Stracchino gelato, stracchein in gelato | Paste fresche e prodotti della panetteria, della biscotteria, della pasticceria e della confetteria | Emilia-Romagna Archiviato il 7 novembre 2017 in Internet Archive. |
| 196 |          | Stricchetti, farfallini, scrichét, fiuchét | Paste fresche e prodotti della panetteria, della biscotteria, della pasticceria e della confetteria | Emilia-Romagna Archiviato il 7 novembre 2017 in Internet Archive. |
| 197 |          | Strozzapreti, strozaprit | Paste fresche e prodotti della panetteria, della biscotteria, della pasticceria e della confetteria | Emilia-Romagna Archiviato il 7 novembre 2017 in Internet Archive. |
| 198 |          | Sulada | Paste fresche e prodotti della panetteria, della biscotteria, della pasticceria e della confetteria | Emilia-Romagna Archiviato il 7 novembre 2017 in Internet Archive. |
| 199 |          | Tagliatelle tajadèli, tajadël, lasagni | Paste fresche e prodotti della panetteria, della biscotteria, della pasticceria e della confetteria | Emilia-Romagna Archiviato il 7 novembre 2017 in Internet Archive. |
| 200 |          | Tagliatella bolognese | Paste fresche e prodotti della panetteria, della biscotteria, della pasticceria e della confetteria | Emilia-Romagna Archiviato il 7 novembre 2017 in Internet Archive. |
| 201 |          | Tagliatelle con gli stridoli, tajadël cun i strìdul; tajadël cun i strìgul, tajadëli cun i stridle | Paste fresche e prodotti della panetteria, della biscotteria, della pasticceria e della confetteria | Emilia-Romagna Archiviato il 7 novembre 2017 in Internet Archive. |
| 202 |          | Tagliatelle dolci | Paste fresche e prodotti della panetteria, della biscotteria, della pasticceria e della confetteria | Emilia-Romagna Archiviato il 7 novembre 2017 in Internet Archive. |
| 203 |          | Tagliatelle verdi, tajadёl verdi, tajadèli verdi | Paste fresche e prodotti della panetteria, della biscotteria, della pasticceria e della confetteria | Emilia-Romagna Archiviato il 7 novembre 2017 in Internet Archive. |
| 204 |          | Tagliatelle verdi all’emiliana, tajadeli verdi | Paste fresche e prodotti della panetteria, della biscotteria, della pasticceria e della confetteria | Emilia-Romagna Archiviato il 7 novembre 2017 in Internet Archive. |
| 205 |          | Tardura | Paste fresche e prodotti della panetteria, della biscotteria, della pasticceria e della confetteria | Emilia-Romagna Archiviato il 7 novembre 2017 in Internet Archive. |
| 206 |          | Tigella modenese, tigèla modenese, crescentina modenese, cherscènta modenese | Paste fresche e prodotti della panetteria, della biscotteria, della pasticceria e della confetteria | Emilia-Romagna Archiviato il 7 novembre 2017 in Internet Archive. |
| 207 |          | Tirotta con cipolla, tiratta ala zivola | Paste fresche e prodotti della panetteria, della biscotteria, della pasticceria e della confetteria | Emilia-Romagna Archiviato il 7 novembre 2017 in Internet Archive. |
| 208 |          | Topino d'Ognissanti | Paste fresche e prodotti della panetteria, della biscotteria, della pasticceria e della confetteria | Emilia-Romagna Archiviato il 7 novembre 2017 in Internet Archive. |
| 209 |          | Torta d'erbe | Paste fresche e prodotti della panetteria, della biscotteria, della pasticceria e della confetteria | Emilia-Romagna Archiviato il 7 novembre 2017 in Internet Archive. |
| 210 |          | Torta dei preti, turta ad prètt | Paste fresche e prodotti della panetteria, della biscotteria, della pasticceria e della confetteria | Emilia-Romagna Archiviato il 7 novembre 2017 in Internet Archive. |
| 211 |          | Torta di granoturco, turta ad mëlga | Paste fresche e prodotti della panetteria, della biscotteria, della pasticceria e della confetteria | Emilia-Romagna Archiviato il 7 novembre 2017 in Internet Archive. |
| 212 |          | Torta di mele, turta ad pum | Paste fresche e prodotti della panetteria, della biscotteria, della pasticceria e della confetteria | Emilia-Romagna Archiviato il 7 novembre 2017 in Internet Archive. |
| 213 |          | Torta di pere, turta ad per | Paste fresche e prodotti della panetteria, della biscotteria, della pasticceria e della confetteria | Emilia-Romagna Archiviato il 7 novembre 2017 in Internet Archive. |
| 214 |          | Torta di prugne, turta ad brügna | Paste fresche e prodotti della panetteria, della biscotteria, della pasticceria e della confetteria | Emilia-Romagna Archiviato il 7 novembre 2017 in Internet Archive. |
| 215 |          | Torta di ricotta | Paste fresche e prodotti della panetteria, della biscotteria, della pasticceria e della confetteria | Emilia-Romagna Archiviato il 7 novembre 2017 in Internet Archive. |
| 216 |          | Torta di riso reggiana | Paste fresche e prodotti della panetteria, della biscotteria, della pasticceria e della confetteria | Emilia-Romagna Archiviato il 7 novembre 2017 in Internet Archive. |
| 217 |          | Torta ricciolina o torta di tagliatelle, taiadela | Paste fresche e prodotti della panetteria, della biscotteria, della pasticceria e della confetteria | Emilia-Romagna Archiviato il 7 novembre 2017 in Internet Archive. |
| 218 |          | Torta di uva termarina | Paste fresche e prodotti della panetteria, della biscotteria, della pasticceria e della confetteria | Emilia-Romagna Archiviato il 7 novembre 2017 in Internet Archive. |
| 219 |          | Tortellacci, tortelloni, turtlacc | Paste fresche e prodotti della panetteria, della biscotteria, della pasticceria e della confetteria | Emilia-Romagna Archiviato il 7 novembre 2017 in Internet Archive. |
| 220 |          | Tortellacci di carnevale | Paste fresche e prodotti della panetteria, della biscotteria, della pasticceria e della confetteria | Emilia-Romagna Archiviato il 7 novembre 2017 in Internet Archive. |
| 221 |          | Tortelli alla lastra | Paste fresche e prodotti della panetteria, della biscotteria, della pasticceria e della confetteria | Emilia-Romagna Archiviato il 7 novembre 2017 in Internet Archive. |
| 222 |          | Tortelli di erbette, torte d'erbeta | Paste fresche e prodotti della panetteria, della biscotteria, della pasticceria e della confetteria | Emilia-Romagna Archiviato il 7 novembre 2017 in Internet Archive. |
| 223 |          | Tortelli di carnevale, frittelle ripiene, turtlitt | Paste fresche e prodotti della panetteria, della biscotteria, della pasticceria e della confetteria | Emilia-Romagna Archiviato il 7 novembre 2017 in Internet Archive. |
| 224 |          | Tortelli di ricotta alla piacentina, tortelli, turtei cu la cua, turtei | Paste fresche e prodotti della panetteria, della biscotteria, della pasticceria e della confetteria | Emilia-Romagna Archiviato il 7 novembre 2017 in Internet Archive. |
| 225 |          | Tortelli di San Giuseppe, turtei ad San Giusèpp | Paste fresche e prodotti della panetteria, della biscotteria, della pasticceria e della confetteria | Emilia-Romagna Archiviato il 7 novembre 2017 in Internet Archive. |
| 226 |          | Tortelli con le ortiche, turtei | Paste fresche e prodotti della panetteria, della biscotteria, della pasticceria e della confetteria | Emilia-Romagna Archiviato il 7 novembre 2017 in Internet Archive. |
| 227 |          | Tortelli di mele | Paste fresche e prodotti della panetteria, della biscotteria, della pasticceria e della confetteria | Emilia-Romagna Archiviato il 7 novembre 2017 in Internet Archive. |
| 228 |          | Tortelli di patate | Paste fresche e prodotti della panetteria, della biscotteria, della pasticceria e della confetteria | Emilia-Romagna Archiviato il 7 novembre 2017 in Internet Archive. |
| 229 |          | Tortelli di ricotta | Paste fresche e prodotti della panetteria, della biscotteria, della pasticceria e della confetteria | Emilia-Romagna Archiviato il 7 novembre 2017 in Internet Archive. |
| 230 |          | Tortelli di verza | Paste fresche e prodotti della panetteria, della biscotteria, della pasticceria e della confetteria | Emilia-Romagna Archiviato il 7 novembre 2017 in Internet Archive. |
| 231 |          | Tortelli di zucca alla reggiana, turtei ed zoca | Paste fresche e prodotti della panetteria, della biscotteria, della pasticceria e della confetteria | Emilia-Romagna Archiviato il 7 novembre 2017 in Internet Archive. |
| 232 |          | Tortelli di zucca, tortei ad zücc, cappellacci di zucca, turtlòn ad sùca | Paste fresche e prodotti della panetteria, della biscotteria, della pasticceria e della confetteria | Emilia-Romagna Archiviato il 7 novembre 2017 in Internet Archive. |
| 233 |          | Tortelli coi rosolacci, turtel cun al barösli; turtel con al ròşli | Paste fresche e prodotti della panetteria, della biscotteria, della pasticceria e della confetteria | Emilia-Romagna Archiviato il 7 novembre 2017 in Internet Archive. |
| 234 |          | Tortelli ripieni con bietole, tortelli verdi alla reggiana, turtee d’erba | Paste fresche e prodotti della panetteria, della biscotteria, della pasticceria e della confetteria | Emilia-Romagna Archiviato il 7 novembre 2017 in Internet Archive. |
| 235 |          | Tortellini di Bologna | Paste fresche e prodotti della panetteria, della biscotteria, della pasticceria e della confetteria | Emilia-Romagna Archiviato il 7 novembre 2017 in Internet Archive. |
| 236 |          | Tortellini | Paste fresche e prodotti della panetteria, della biscotteria, della pasticceria e della confetteria | Emilia-Romagna Archiviato il 7 novembre 2017 in Internet Archive. |
| 237 |          | Zabaione, Zabaglione, Zambajoun | Paste fresche e prodotti della panetteria, della biscotteria, della pasticceria e della confetteria | Emilia-Romagna Archiviato il 7 novembre 2017 in Internet Archive. |
| 238 |          | Zuccherino montanaro bolognese, zucarein montanaro bolognese | Paste fresche e prodotti della panetteria, della biscotteria, della pasticceria e della confetteria | Emilia-Romagna Archiviato il 7 novembre 2017 in Internet Archive. |
| 239 |          | Zuppa inglese, sopinglesa, sòpa inglesa, zòppa iglèisa, sopinglesa, zoppa inglèisa à l’arsana | Paste fresche e prodotti della panetteria, della biscotteria, della pasticceria e della confetteria | Emilia-Romagna Archiviato il 7 novembre 2017 in Internet Archive. |
| 240 |          | Agnello alla piacentina, agnel äla piasinteina | Piatti composti                                                                                     | Emilia-Romagna Archiviato il 7 novembre 2017 in Internet Archive. |
| 241 |          | Agnello con piselli alla romagnola, agnël cun i bşarël a la rumagnöla | Piatti composti                                                                                     | Emilia-Romagna Archiviato il 7 novembre 2017 in Internet Archive. |
| 242 |          | Anguilla in umido, anguilla in ümid | Prodotti della gastronomia                                                                          | Emilia-Romagna Archiviato il 7 novembre 2017 in Internet Archive. |
| 243 |          | Arbada, polenta con cotenne e cavolo nero | Prodotti della gastronomia                                                                          | Emilia-Romagna Archiviato il 7 novembre 2017 in Internet Archive. |
| 244 |          | Arrosto di maiale alla reggiana | Prodotti della gastronomia                                                                          | Emilia-Romagna Archiviato il 7 novembre 2017 in Internet Archive. |
| 245 |          | Arrosto ripieno | Prodotti della gastronomia                                                                          | Emilia-Romagna Archiviato il 7 novembre 2017 in Internet Archive. |
| 246 |          | Baccalà alla romagnola, bacalà a la rumagnöla | Prodotti della gastronomia                                                                          | Emilia-Romagna Archiviato il 7 novembre 2017 in Internet Archive. |
| 247 |          | Baccalà con i porri, e’ bacalà con i por | Prodotti della gastronomia                                                                          | Emilia-Romagna Archiviato il 7 novembre 2017 in Internet Archive. |
| 248 |          | Baccalà in gratella, bacalà a rost | Prodotti della gastronomia                                                                          | Emilia-Romagna Archiviato il 7 novembre 2017 in Internet Archive. |
| 249 |          | Baccalà in umido, bacalà in òmid | Prodotti della gastronomia                                                                          | Emilia-Romagna Archiviato il 7 novembre 2017 in Internet Archive. |
| 250 |          | Barzigole, barzègli, bistregli | Prodotti della gastronomia                                                                          | Emilia-Romagna Archiviato il 7 novembre 2017 in Internet Archive. |
| 251 |          | Calzagatti, chelzagàt, papacc, paparòcc, pulenta imbrucàda Cazzagai, calzagàtt, paparucci, cassambragli | Prodotti della gastronomia                                                                          | Emilia-Romagna Archiviato il 7 novembre 2017 in Internet Archive. |
| 252 |          | Cardi in umido | Prodotti della gastronomia                                                                          | Emilia-Romagna Archiviato il 7 novembre 2017 in Internet Archive. |
| 253 |          | Cavolfiore all’uso di Romagna | Prodotti della gastronomia                                                                          | Emilia-Romagna Archiviato il 7 novembre 2017 in Internet Archive. |
| 254 |          | Cavoli ripieni, cavul ripien | Prodotti della gastronomia                                                                          | Emilia-Romagna Archiviato il 7 novembre 2017 in Internet Archive. |
| 255 |          | Cipolle comodate | Prodotti della gastronomia                                                                          | Emilia-Romagna Archiviato il 7 novembre 2017 in Internet Archive. |
| 256 |          | Cipolle intere con salsa | Prodotti della gastronomia                                                                          | Emilia-Romagna Archiviato il 7 novembre 2017 in Internet Archive. |
| 257 |          | Cipolle ripiene di magro | Prodotti della gastronomia                                                                          | Emilia-Romagna Archiviato il 7 novembre 2017 in Internet Archive. |
| 258 |          | Coniglio arrosto alla reggiana, cunìn a ròst | Prodotti della gastronomia                                                                          | Emilia-Romagna Archiviato il 7 novembre 2017 in Internet Archive. |
| 259 |          | Coniglio in umido, coniglio alla cacciatora | Prodotti della gastronomia                                                                          | Emilia-Romagna Archiviato il 7 novembre 2017 in Internet Archive. |
| 260 |          | Cotenna e ceci, cudga e sìsar | Prodotti della gastronomia                                                                          | Emilia-Romagna Archiviato il 7 novembre 2017 in Internet Archive. |
| 261 |          | Dolce e brusco, duls e brüsch | Prodotti della gastronomia                                                                          | Emilia-Romagna Archiviato il 7 novembre 2017 in Internet Archive. |
| 262 |          | Fagioli in giubalunga | Prodotti della gastronomia                                                                          | Emilia-Romagna Archiviato il 7 novembre 2017 in Internet Archive. |
| 263 |          | Faraona alla creta, faraona al creda | Prodotti della gastronomia                                                                          | Emilia-Romagna Archiviato il 7 novembre 2017 in Internet Archive. |
| 264 |          | Fegatelli di maiale, figadèt | Prodotti della gastronomia                                                                          | Emilia-Romagna Archiviato il 7 novembre 2017 in Internet Archive. |
| 265 |          | Frittata di funghi prugnoli, fritta ad spinarò | Prodotti della gastronomia                                                                          | Emilia-Romagna Archiviato il 7 novembre 2017 in Internet Archive. |
| 266 |          | Funghi fritti, fonz fritt | Prodotti della gastronomia                                                                          | Emilia-Romagna Archiviato il 7 novembre 2017 in Internet Archive. |
| 267 |          | Gnocchi, gnocc | Prodotti della gastronomia                                                                          | Emilia-Romagna Archiviato il 7 novembre 2017 in Internet Archive. |
| 268 |          | Imbalsadura, minestrina di piselli, pancetta e pomodoro | Prodotti della gastronomia                                                                          | Emilia-Romagna Archiviato il 7 novembre 2017 in Internet Archive. |
| 269 |          | Insalata rustica, rustisana | Prodotti della gastronomia                                                                          | Emilia-Romagna Archiviato il 7 novembre 2017 in Internet Archive. |
| 270 |          | Lasche del Po in carpione, stricc' in carpiòn | Prodotti della gastronomia                                                                          | Emilia-Romagna Archiviato il 7 novembre 2017 in Internet Archive. |
| 271 |          | Lepre alla piacentina, levra ala piasinteina | Prodotti della gastronomia                                                                          | Emilia-Romagna Archiviato il 7 novembre 2017 in Internet Archive. |
| 272 |          | Lesso di carni, Less | Prodotti della gastronomia                                                                          | Emilia-Romagna Archiviato il 7 novembre 2017 in Internet Archive. |
| 273 |          | Lumache alla bobbiese, E lümas a ra bubièiśa | Prodotti della gastronomia                                                                          | Emilia-Romagna Archiviato il 7 novembre 2017 in Internet Archive. |
| 274 |          | Lumache fritte | Prodotti della gastronomia                                                                          | Emilia-Romagna Archiviato il 7 novembre 2017 in Internet Archive. |
| 275 |          | Lumache in umido | Prodotti della gastronomia                                                                          | Emilia-Romagna Archiviato il 7 novembre 2017 in Internet Archive. |
| 276 |          | Maccheroni bobbiesi, I macaròn fàt cón l'angùcia | Prodotti della gastronomia                                                                          | Emilia-Romagna Archiviato il 7 novembre 2017 in Internet Archive. |
| 277 |          | Merluzzo in umido, marlüss in ümid | Prodotti della gastronomia                                                                          | Emilia-Romagna Archiviato il 7 novembre 2017 in Internet Archive. |
| 278 |          | Mezze maniche da frate ripiene, mes mànag da frà ripein | Prodotti della gastronomia                                                                          | Emilia-Romagna Archiviato il 7 novembre 2017 in Internet Archive. |
| 279 |          | Minestra con punte di aspargi, sparseina | Prodotti della gastronomia                                                                          | Emilia-Romagna Archiviato il 7 novembre 2017 in Internet Archive. |
| 280 |          | Ossobuco, òs bus | Prodotti della gastronomia                                                                          | Emilia-Romagna Archiviato il 7 novembre 2017 in Internet Archive. |
| 281 |          | Ovuli ripieni, ovuli ripein | Prodotti della gastronomia                                                                          | Emilia-Romagna Archiviato il 7 novembre 2017 in Internet Archive. |
| 282 |          | Pancetta e piselli, panzëtta e riviott | Prodotti della gastronomia                                                                          | Emilia-Romagna Archiviato il 7 novembre 2017 in Internet Archive. |
| 283 |          | Pesce gatto in umido, Pèesc gat | Prodotti della gastronomia                                                                          | Emilia-Romagna Archiviato il 7 novembre 2017 in Internet Archive. |
| 284 |          | Pan cott, zuppa di pane | Prodotti della gastronomia                                                                          | Emilia-Romagna Archiviato il 7 novembre 2017 in Internet Archive. |
| 285 |          | Polenta condita, puleinta consa | Prodotti della gastronomia                                                                          | Emilia-Romagna Archiviato il 7 novembre 2017 in Internet Archive. |
| 286 |          | Polenta di farina di castagne, puleinta ad fareina ad castagne | Prodotti della gastronomia                                                                          | Emilia-Romagna Archiviato il 7 novembre 2017 in Internet Archive. |
| 287 |          | Polenta pasticciata | Prodotti della gastronomia                                                                          | Emilia-Romagna Archiviato il 7 novembre 2017 in Internet Archive. |
| 288 |          | Polenta e patate, puleinta e pumdaterra | Prodotti della gastronomia                                                                          | Emilia-Romagna Archiviato il 7 novembre 2017 in Internet Archive. |
| 289 |          | Pollo alla cacciatora, pol ala cazadôra | Prodotti della gastronomia                                                                          | Emilia-Romagna Archiviato il 7 novembre 2017 in Internet Archive. |
| 290 |          | Polpettone di tacchino alla reggiana | Prodotti della gastronomia                                                                          | Emilia-Romagna Archiviato il 7 novembre 2017 in Internet Archive. |
| 291 |          | Punta di petto di vitella ripiena, picaja | Prodotti della gastronomia                                                                          | Emilia-Romagna Archiviato il 7 novembre 2017 in Internet Archive. |
| 292 |          | Radicchi con la pancetta | Prodotti della gastronomia                                                                          | Emilia-Romagna Archiviato il 7 novembre 2017 in Internet Archive. |
| 293 |          | Ragù alla romagnola, ragù ala rumagnola | Prodotti della gastronomia                                                                          | Emilia-Romagna Archiviato il 7 novembre 2017 in Internet Archive. |
| 294 |          | Ragù classico alla bolognese | Prodotti della gastronomia                                                                          | Emilia-Romagna Archiviato il 7 novembre 2017 in Internet Archive. |
| 295 |          | Riso e verza con costine, ris e verza cun custeina | Prodotti della gastronomia                                                                          | Emilia-Romagna Archiviato il 7 novembre 2017 in Internet Archive. |
| 296 |          | Risotto con le poveracce, risót cun al pavaraz | Prodotti della gastronomia                                                                          | Emilia-Romagna Archiviato il 7 novembre 2017 in Internet Archive. |
| 297 |          | Risotto con i codini di maiale, risott cun il cuëin ad gogn | Prodotti della gastronomia                                                                          | Emilia-Romagna Archiviato il 7 novembre 2017 in Internet Archive. |
| 298 |          | Salsa di prezzemolo, sälsa ad savur | Prodotti della gastronomia                                                                          | Emilia-Romagna Archiviato il 7 novembre 2017 in Internet Archive. |
| 299 |          | Salsa verde per bolliti | Prodotti della gastronomia                                                                          | Emilia-Romagna Archiviato il 7 novembre 2017 in Internet Archive. |
| 300 |          | Scàpa, mnufocc, menni | Prodotti della gastronomia                                                                          | Emilia-Romagna Archiviato il 7 novembre 2017 in Internet Archive. |
| 301 |          | Seppie con piselli | Prodotti della gastronomia                                                                          | Emilia-Romagna Archiviato il 7 novembre 2017 in Internet Archive. |
| 302 |          | Spaghetti con le poveracce | Prodotti della gastronomia                                                                          | Emilia-Romagna Archiviato il 7 novembre 2017 in Internet Archive. |
| 303 |          | Spinaci alla romagnola, spinaci con l’uvetta, spinëz a la rumagnöla | Prodotti della gastronomia                                                                          | Emilia-Romagna Archiviato il 7 novembre 2017 in Internet Archive. |
| 304 |          | Tagliatelle con ricotta e noci, taiadei cun ricotta e nus | Prodotti della gastronomia                                                                          | Emilia-Romagna Archiviato il 7 novembre 2017 in Internet Archive. |
| 305 |          | Tinche all'emiliana | Prodotti della gastronomia                                                                          | Emilia-Romagna Archiviato il 7 novembre 2017 in Internet Archive. |
| 306 |          | Torta di patate, turta d'patat | Prodotti della gastronomia                                                                          | Emilia-Romagna Archiviato il 7 novembre 2017 in Internet Archive. |
| 307 |          | Torta di riso alla bobbiese, turta ad ris ala bubbiese | Prodotti della gastronomia                                                                          | Emilia-Romagna Archiviato il 7 novembre 2017 in Internet Archive. |
| 308 |          | Trippa, trèpa | Prodotti della gastronomia                                                                          | Emilia-Romagna Archiviato il 7 novembre 2017 in Internet Archive. |
| 309 |          | Trote come si preparano a Succiso | Prodotti della gastronomia                                                                          | Emilia-Romagna Archiviato il 7 novembre 2017 in Internet Archive. |
| 310 |          | Tortelli di farina di castagne, turtei ad farëina ad castagn | Prodotti della gastronomia                                                                          | Emilia-Romagna Archiviato il 7 novembre 2017 in Internet Archive. |
| 311 |          | Trippa alla reggiana, busecca, buzèca | Prodotti della gastronomia                                                                          | Emilia-Romagna Archiviato il 7 novembre 2017 in Internet Archive. |
| 312 |          | Trippa di manzo alla piacentina, trippa ad manz ala piasinteina | Prodotti della gastronomia                                                                          | Emilia-Romagna Archiviato il 7 novembre 2017 in Internet Archive. |
| 313 |          | Valigini, valisei, verzot | Prodotti della gastronomia                                                                          | Emilia-Romagna Archiviato il 7 novembre 2017 in Internet Archive. |
| 314 |          | Zigulleda, ziguleda | Prodotti della gastronomia                                                                          | Emilia-Romagna Archiviato il 7 novembre 2017 in Internet Archive. |
| 315 |          | Verzolini, varzulëin | Prodotti della gastronomia                                                                          | Emilia-Romagna Archiviato il 7 novembre 2017 in Internet Archive. |
| 316 |          | Zucchini ripieni, zücchëin ripein | Prodotti della gastronomia                                                                          | Emilia-Romagna Archiviato il 7 novembre 2017 in Internet Archive. |
| 317 |          | Zuppa di ceci, süppa ad sìsar | Prodotti della gastronomia                                                                          | Emilia-Romagna Archiviato il 7 novembre 2017 in Internet Archive. |
| 318 |          | Zuppa di pesci, süppa d' pëss | Prodotti della gastronomia                                                                          | Emilia-Romagna Archiviato il 7 novembre 2017 in Internet Archive. |
| 319 |          | Acquadelle marinate | Preparazioni di pesci, molluschi e crostacei e tecniche particolari di allevamento degli stessi     | Emilia-Romagna Archiviato il 7 novembre 2017 in Internet Archive. |
| 320 |          | Alici marinate, sardun marined | Preparazioni di pesci, molluschi e crostacei e tecniche particolari di allevamento degli stessi     | Emilia-Romagna Archiviato il 7 novembre 2017 in Internet Archive. |
| 321 |          | Anguilla marinata di Comacchio | Preparazioni di pesci, molluschi e crostacei e tecniche particolari di allevamento degli stessi     | Emilia-Romagna Archiviato il 7 novembre 2017 in Internet Archive. |
| 322 |          | Brodetto di vongole | Preparazioni di pesci, molluschi e crostacei e tecniche particolari di allevamento degli stessi     | Emilia-Romagna Archiviato il 7 novembre 2017 in Internet Archive. |
| 323 |          | Cozze gratinate | Preparazioni di pesci, molluschi e crostacei e tecniche particolari di allevamento degli stessi     | Emilia-Romagna Archiviato il 7 novembre 2017 in Internet Archive. |
| 324 |          | Saraghina, saraghéna, papalina, saraghina sora al test | Preparazioni di pesci, molluschi e crostacei e tecniche particolari di allevamento degli stessi     | Emilia-Romagna Archiviato il 7 novembre 2017 in Internet Archive. |
| 325 |          | Saraghina maturata nel sale | Preparazioni di pesci, molluschi e crostacei e tecniche particolari di allevamento degli stessi     | Emilia-Romagna Archiviato il 7 novembre 2017 in Internet Archive. |
| 326 |          | Zuppa di poveracce, zuppa di vongole, sòpa'd pavaraz | Preparazioni di pesci, molluschi e crostacei e tecniche particolari di allevamento degli stessi     | Emilia-Romagna Archiviato il 7 novembre 2017 in Internet Archive. |
| 327 |          | Miele del Montefeltro | Prodotti di origine animale                                                                         | Emilia-Romagna Archiviato il 7 novembre 2017 in Internet Archive. |
| 328 |          | Miele del crinale dell'Appennino emiliano-romagnolo | Prodotti di origine animale                                                                         | Emilia-Romagna Archiviato il 7 novembre 2017 in Internet Archive. |
| 329 |          | Miele di erba medica della pianura emiliano-romagnola | Prodotti di origine animale                                                                         | Emilia-Romagna Archiviato il 7 novembre 2017 in Internet Archive. |
| 330 |          | Miele di tiglio, mel tiglio | Prodotti di origine animale                                                                         | Emilia-Romagna Archiviato il 7 novembre 2017 in Internet Archive. |
| 331 |          | Ricotta | Prodotti di origine animale                                                                         | Emilia-Romagna Archiviato il 7 novembre 2017 in Internet Archive. |
| 332 |          | Ricotta vaccina fresca tradizionale dell'Emilia-Romagna, puina, puvina | Prodotti di origine animale                                                                         | Emilia-Romagna Archiviato il 7 novembre 2017 in Internet Archive. |
| 333 |          | Aglio bianco piacentino | Prodotti vegetali allo stato naturale o trasformati                                                 | Emilia-Romagna Archiviato il 7 novembre 2017 in Internet Archive. |
| 334 |          | Albicocca Val Santerno di Imola | Prodotti vegetali allo stato naturale o trasformati                                                 | Emilia-Romagna Archiviato il 7 novembre 2017 in Internet Archive. |
| 335 |          | Antiche varietà di fichi piacentini della cultivar: verdulino, della goccia | Prodotti vegetali allo stato naturale o trasformati                                                 | Emilia-Romagna Archiviato il 7 novembre 2017 in Internet Archive. |
| 336 |          | Antiche varietà di mandorla piacentina della cultivar: mandorla piacentina | Prodotti vegetali allo stato naturale o trasformati                                                 | Emilia-Romagna Archiviato il 7 novembre 2017 in Internet Archive. |
| 337 |          | Antica varietà di nocciola piacentina della cultivar: tonda piacentina, nisola domestiga | Prodotti vegetali allo stato naturale o trasformati                                                 | Emilia-Romagna Archiviato il 7 novembre 2017 in Internet Archive. |
| 338 |          | Antiche varietà di olivo piacentino della cultivar: lugagnano, mazzoni | Prodotti vegetali allo stato naturale o trasformati                                                 | Emilia-Romagna Archiviato il 7 novembre 2017 in Internet Archive. |
| 339 |          | Antica varietà di patata piacentina della cultivar quarantina, quaanti-na | Prodotti vegetali allo stato naturale o trasformati                                                 | Emilia-Romagna Archiviato il 7 novembre 2017 in Internet Archive. |
| 340 |          | Antiche varietà di castagne piacentine: domestica di Gusano, Vezzolacca | Prodotti vegetali allo stato naturale o trasformati                                                 | Emilia-Romagna Archiviato il 7 novembre 2017 in Internet Archive. |
| 341 |          | Antiche varietà di ciliegia piacentina: flamengo, pavesi, mora o mora piacentina, mori, marasca di Villanova, prima, primissima, smirne, mora di Diolo, albanotti                                                                   | Prodotti vegetali allo stato naturale o trasformati                                                 | Emilia-Romagna Archiviato il 7 novembre 2017 in Internet Archive. |
| 342 |          | Antiche varietà di mela piacentina: verdone, calera o carraia o della carrara, fior d’acacia, pum salam o mela salame, rugginosa, brusca o pum brusc, carla o pum cherla, rosa o pum rosa                                           | Prodotti vegetali allo stato naturale o trasformati                                                 | Emilia-Romagna Archiviato il 7 novembre 2017 in Internet Archive. |
| 343 |          | Antiche varietà di pera piacentina: della coda torta, lauro, limone, ammazza-cavallo, bianchetta, butirro (o burro), san giovanni, gnocco autunnale, sporcaccione (per sburdacion), senza grana, signore (per siur), turco, spadone | Prodotti vegetali allo stato naturale o trasformati                                                 | Emilia-Romagna Archiviato il 7 novembre 2017 in Internet Archive. |
| 344 |          | Antiche varietà di uva da tavola piacentina: verdea, besgano bianco, besgano rosso, bianchetta di diolo, bianchetta di Bacedasco | Prodotti vegetali allo stato naturale o trasformati                                                 | Emilia-Romagna Archiviato il 7 novembre 2017 in Internet Archive. |
| 345 |          | Antiche varietà di vitigni reggiani: Redga - Sgavetta - Termarina - Scarsafoglia - Spergola | Prodotti vegetali allo stato naturale o trasformati                                                 | Emilia-Romagna Archiviato il 7 novembre 2017 in Internet Archive. |
| 346 |          | Asparago, aspargina, sparazena, sparz | Prodotti vegetali allo stato naturale o trasformati                                                 | Emilia-Romagna Archiviato il 7 novembre 2017 in Internet Archive. |
| 347 |          | Cardo gigante di Romagna | Prodotti vegetali allo stato naturale o trasformati                                                 | Emilia-Romagna Archiviato il 7 novembre 2017 in Internet Archive. |
| 348 |          | Castagna fresca e secca di Granaglione | Prodotti vegetali allo stato naturale o trasformati                                                 | Emilia-Romagna Archiviato il 7 novembre 2017 in Internet Archive. |
| 349 |          | Castagna reggiana, Masangaia | Prodotti vegetali allo stato naturale o trasformati                                                 | Emilia-Romagna Archiviato il 7 novembre 2017 in Internet Archive. |
| 350 |          | Castagne arrosto al vino rosso, balush o ballotte | Prodotti vegetali allo stato naturale o trasformati                                                 | Emilia-Romagna Archiviato il 7 novembre 2017 in Internet Archive. |
| 351 |          | Cicerchia | Prodotti vegetali allo stato naturale o trasformati                                                 | Emilia-Romagna Archiviato il 7 novembre 2017 in Internet Archive. |
| 352 |          | Ciliegia di Cesena, delle varietà: moretta di cesena, durona di cesena, durella, duroncina di Cesena, ciliegia del fiore, primaticcia, corniola                                                                                     | Prodotti vegetali allo stato naturale o trasformati                                                 | Emilia-Romagna Archiviato il 7 novembre 2017 in Internet Archive. |
| 353 |          | Cocomero tipico di San Matteo Decima | Prodotti vegetali allo stato naturale o trasformati                                                 | Emilia-Romagna Archiviato il 7 novembre 2017 in Internet Archive. |
| 354 |          | Cucciaroli, cuciarole, cuciarùl | Prodotti vegetali allo stato naturale o trasformati                                                 | Emilia-Romagna Archiviato il 7 novembre 2017 in Internet Archive. |
| 355 |          | Doppio concentrato di pomodoro | Prodotti vegetali allo stato naturale o trasformati                                                 | Emilia-Romagna Archiviato il 7 novembre 2017 in Internet Archive. |
| 356 |          | Farina dolce di castagne di Granaglione, farina d'castaggne | Prodotti vegetali allo stato naturale o trasformati                                                 | Emilia-Romagna Archiviato il 7 novembre 2017 in Internet Archive. |
| 357 |          | Farro Triticum dicoccum | Prodotti vegetali allo stato naturale o trasformati                                                 | Emilia-Romagna Archiviato il 7 novembre 2017 in Internet Archive. |
| 358 |          | Fragola di Romagna | Prodotti vegetali allo stato naturale o trasformati                                                 | Emilia-Romagna Archiviato il 7 novembre 2017 in Internet Archive. |
| 359 |          | Germogli di Pungitopo sott'olio | Prodotti vegetali allo stato naturale o trasformati                                                 | Emilia-Romagna Archiviato il 7 novembre 2017 in Internet Archive. |
| 360 |          | Kiwi | Prodotti vegetali allo stato naturale o trasformati                                                 | Emilia-Romagna Archiviato il 7 novembre 2017 in Internet Archive. |
| 361 |          | Lischi, roscano, agretto, bacicco, liscaro | Prodotti vegetali allo stato naturale o trasformati                                                 | Emilia-Romagna Archiviato il 7 novembre 2017 in Internet Archive. |
| 362 |          | Loto di Romagna | Prodotti vegetali allo stato naturale o trasformati                                                 | Emilia-Romagna Archiviato il 7 novembre 2017 in Internet Archive. |
| 363 |          | Marmellata di bacche di rosa canina | Prodotti vegetali allo stato naturale o trasformati                                                 | Emilia-Romagna Archiviato il 7 novembre 2017 in Internet Archive. |
| 364 |          | Marmellata di more | Prodotti vegetali allo stato naturale o trasformati                                                 | Emilia-Romagna Archiviato il 7 novembre 2017 in Internet Archive. |
| 365 |          | Marrone del Montefeltro | Prodotti vegetali allo stato naturale o trasformati                                                 | Emilia-Romagna Archiviato il 7 novembre 2017 in Internet Archive. |
| 366 |          | Marrone di campora, maron ed campra | Prodotti vegetali allo stato naturale o trasformati                                                 | Emilia-Romagna Archiviato il 7 novembre 2017 in Internet Archive. |
| 367 |          | Mela campanina, pòm campanein | Prodotti vegetali allo stato naturale o trasformati                                                 | Emilia-Romagna Archiviato il 7 novembre 2017 in Internet Archive. |
| 368 |          | Melone tipico di San Matteo Decima | Prodotti vegetali allo stato naturale o trasformati                                                 | Emilia-Romagna Archiviato il 7 novembre 2017 in Internet Archive. |
| 369 |          | Patata di Montescudo | Prodotti vegetali allo stato naturale o trasformati                                                 | Emilia-Romagna Archiviato il 7 novembre 2017 in Internet Archive. |
| 370 |          | Patata di Montese | Prodotti vegetali allo stato naturale o trasformati                                                 | Emilia-Romagna Archiviato il 7 novembre 2017 in Internet Archive. |
| 371 |          | Pera Scipiona | Prodotti vegetali allo stato naturale o trasformati                                                 | Emilia-Romagna Archiviato il 7 novembre 2017 in Internet Archive. |
| 372 |          | Pera Volpina | Prodotti vegetali allo stato naturale o trasformati                                                 | Emilia-Romagna Archiviato il 7 novembre 2017 in Internet Archive. |
| 373 |          | Pesca bella di Cesena | Prodotti vegetali allo stato naturale o trasformati                                                 | Emilia-Romagna Archiviato il 7 novembre 2017 in Internet Archive. |
| 374 |          | Pesca buco incavato, bus incavè | Prodotti vegetali allo stato naturale o trasformati                                                 | Emilia-Romagna Archiviato il 7 novembre 2017 in Internet Archive. |
| 375 |          | Raperonzolo, raponzal, raponzolo, raponzo | Prodotti vegetali allo stato naturale o trasformati                                                 | Emilia-Romagna Archiviato il 7 novembre 2017 in Internet Archive. |
| 376 |          | Saba dell'Emilia-Romagna, sapa | Prodotti vegetali allo stato naturale o trasformati                                                 | Emilia-Romagna Archiviato il 7 novembre 2017 in Internet Archive. |
| 377 |          | Sapore, savor | Prodotti vegetali allo stato naturale o trasformati                                                 | Emilia-Romagna Archiviato il 7 novembre 2017 in Internet Archive. |
| 378 |          | Saporetto dell’Appennino reggiano, savurett, savorèt | Prodotti vegetali allo stato naturale o trasformati                                                 | Emilia-Romagna Archiviato il 7 novembre 2017 in Internet Archive. |
| 379 |          | Stridoli, strigoli, carletti, bubbolini, tagliatelle della madonna, silene rigonfia, streidoul, strigli, strigul, strìdual, stridul, strìvul, strìgval                                                                              | Prodotti vegetali allo stato naturale o trasformati                                                 | Emilia-Romagna Archiviato il 7 novembre 2017 in Internet Archive. |
| 380 |          | Sugali, sugal | Prodotti vegetali allo stato naturale o trasformati                                                 | Emilia-Romagna Archiviato il 7 novembre 2017 in Internet Archive. |
| 381 |          | Sughi d'uva reggiani, sugh | Prodotti vegetali allo stato naturale o trasformati                                                 | Emilia-Romagna Archiviato il 7 novembre 2017 in Internet Archive. |
| 382 |          | Susina di Vignola | Prodotti vegetali allo stato naturale o trasformati                                                 | Emilia-Romagna Archiviato il 7 novembre 2017 in Internet Archive. |
| 383 |          | Susina vaca zebeo, vacazebeo, vacaza zebeo, vacazaebeo, vacazza | Prodotti vegetali allo stato naturale o trasformati                                                 | Emilia-Romagna Archiviato il 7 novembre 2017 in Internet Archive. |
| 384 |          | Tartufo bianco (tuber magnatum), trifula bianca | Prodotti vegetali allo stato naturale o trasformati                                                 | Emilia-Romagna Archiviato il 7 novembre 2017 in Internet Archive. |
| 385 |          | Tartufo bianco pregiato | Prodotti vegetali allo stato naturale o trasformati                                                 | Emilia-Romagna Archiviato il 7 novembre 2017 in Internet Archive. |
| 386 |          | Tartufo nero di Fragno, trifola | Prodotti vegetali allo stato naturale o trasformati                                                 | Emilia-Romagna Archiviato il 7 novembre 2017 in Internet Archive. |
| 387 |          | Tartufo nero estivo (tuber aestivum), trifula nigra | Prodotti vegetali allo stato naturale o trasformati                                                 | Emilia-Romagna Archiviato il 7 novembre 2017 in Internet Archive. |
| 388 |          | Tartufo nero pregiato (tuber melanosporum vitt.) | Prodotti vegetali allo stato naturale o trasformati                                                 | Emilia-Romagna Archiviato il 7 novembre 2017 in Internet Archive. |